# ソウル国際マラソン
ソウル国際マラソン（別名東亜マラソン大会）は、東亜日報社とソウル特別市、大韓陸上競技連盟が毎年3月第3日曜日に開催される韓国最大のマラソン大会。

## 歴史
第1回は1931年。1939年から東亜日報が主催。1940年から朝鮮総督府の命令で大会が中断される。1953年短縮マラソンとして復活。1964年に現在の名称となる。1982年からKBSテレビで初の実況生中継を開始。一時期は春川や慶州で開催されていたが、2000年から再びソウルでの開催に戻っている。世界陸連ゴールドラベルロードレース として指定されていた。2016年から東亜日報系のテレビ局チャンネルAで放映。2020年はワールドアスレティックスプラチナラベルレースに認定。
コースは光化門広場をスタート地点とし、蚕室オリンピック主競技場をフィニッシュ地点としている。

## 主な優勝者

### 男子
- 1933年：孫基禎（ 日本）
- 1964年：李昌薰（ 韓国）
- 1977年：益田豊一（ 日本）
- 1979年：先岐誠（ 日本）
- 1980年：佐藤進（ 日本）
- 1994年：マヌエル・マティアス（ ポルトガル）
- 1996年：マルティン・フィス（ スペイン）
- 1997年：アベル・アントン（ スペイン）
- 2002年：藤田敦史（ 日本）
- 2007年：李鳳柱（ 韓国）
- 2008年：サミー・コリル（ ケニア）
- 2010年：シルベスター・ティメット（ ケニア）
- 2012年：ウィルソン・ロヤナエ（ ケニア）
- 2013年：フランクリン・チェプコニー（ ケニア）
- 2014年：ヤコブ・キントラ（ エチオピア）
- 2015年：ウィルソン・ロヤナエ（ ケニア）
- 2016年：ウィルソン・ロヤナエ（ ケニア）
- 2017年：エイマス・キプルト（ ケニア）